# Imanol Harinordoquy
Imanol Harinordoquy (Bayonne, 20 febbraio 1980) è un ex rugbista a 15 francese, in carriera attivo nel ruolo di terza linea centro.

## Biografia
Basco, cresciuto a Saint-Jean-Pied-de-Port, si formò rugbisticamente nelle giovanili del Garazi (nome basco di Saint-Jean); si trasferì a Pau per gli studi universitari e lì, nel 1999, fu ingaggiato dal locale club, con il quale nel 2000 vinse l'European Challenge Cup.
Nel corso del Sei Nazioni 2002 esordì in Nazionale francese, disputando 4 incontri di tale edizione del torneo; fino al 2005 fu sempre presente, vincendo le edizioni 2002 e 2004, entrambe con il Grande Slam.
Prese parte alla Coppa del Mondo di rugby 2003 in Australia disputandovi 4 incontri (4º posto finale); nel 2004 tornò nei Paesi Baschi, ingaggiato dal Biarritz, club con il quale si laureò campione di Francia nella stagione d'esordio e poi in quella successiva.
Nel 2007 tornò a disputare il Sei Nazioni, e fu convocato per la Coppa del Mondo in Francia, nella quale si classificò nuovamente al 4º posto finale.
Al suo attivo anche la vittoria nei Sei Nazioni 2010 con il Grande Slam.
Ha partecipato alla Coppa del Mondo di rugby 2011, chiusa dalla Francia al secondo posto finale.

## Palmarès
- Campionati francesi: 2
Biarritz: 2004-05; 2005-06
- Challenge Cup: 2
Pau: 1999-2000
Biarritz: 2011-12